# Centro de Información y Red de Creación de Empresas
El Centro de Información y Red de Creación de Empresas (CIRCE) es un sistema de información que permite realizar de forma telemática, los trámites de constitución y puesta en marcha de determinadas sociedades mercantiles en España. Es una iniciativa de la Dirección General de Industria y de la Pequeña y Mediana Empresa del Ministerio de Industria, Energía y Turismo.
Los tipos de sociedades que se pueden crear a través de CIRCE son:
- Sociedad de Responsabilidad Limitada (SRL o SL)
- Empresario Individual (Autónomo)
- Comunidad de Bienes

El sistema CIRCE facilita el proceso de creación de su empresa a través de acuerdos y comunicaciones con todos los organismos y administraciones que intervienen en el proceso de constitución de empresas.
El emprendedor deberá cumplimentar el Documento Único Electrónico (DUE) que engloba multitud de formularios y CIRCE, de forma automática, realiza todos los trámites necesarios para constituir la empresa, comunicándose con todos los organismos implicados (Agencia Tributaria, Seguridad Social, Registro Mercantil, Notaría, etc.).
Para la cumplimentación del DUE, el emprendedor tiene dos alternativas.
- Acudir a un Punto de Atención al Emprendedor (PAE), donde se le asesorará en todo lo relacionado con la definición de su proyecto empresarial y se le permitirá iniciar los trámites de constitución de la empresa.
- Iniciar dichos trámites por sí mismo a través del Portal CIRCE, rellenando personalmente el DUE, para lo cual es necesario disponer de un certificado electrónico.

## Pasos en la creación de una empresa (SL, SLNE o SLFS)
Una vez iniciado el proceso de tramitación, el sistema se comunica con todos los organismos necesarios (Agencia Tributaria, Seguridad Social, Registro Mercantil, Notaría, etc.), de forma que se aceleran los trámites y se evitan desplazamientos. De esta forma el emprendedor sólo tiene que acudir a la notaría a firmar la escritura de constitución de su empresa.
Los trámites que se realizan a través del sistema son:
- Reserva de la Denominación Social (sólo SLNE)
- Reserva de cita con la Notaría
- Solicitud del NIF provisional
- Presentación de la Declaración Censal de Inicio de Actividad
- Liquidación del Impuesto sobre Transmisiones Patrimoniales y Actos Jurídicos Documentados (ITP/AJD) en la Comunidad Autónoma correspondiente. Actualmente la constitución de sociedades está exenta del pago de este impuesto.[3]
- Inscripción en el Registro Mercantil Provincial
- Trámites con la Seguridad Social
- Comunicación de apertura del Centro de Trabajo en la Comunidad Autónoma correspondiente (opcional)
- Comunicación de los contratos de trabajo al Servicio Público de Empleo Estatal (opcional)
- La realización de la Declaración Responsable de inicio de actividad en el ayuntamiento (opcional).
- Inscripción de ficheros con datos de carácter personal en la Agencia Española de Protección de Datos (opcional)
- Reserva de Dominio de Internet (opcional)
- Solicitud de reserva de una Marca o Nombre Comercial a la Oficina Española de Patentes y Marcas (opcional)
- Solicitud del NIF definitivo

Todos estos trámites son realizados de forma automática por el sistema, de forma que el emprendedor sólo tiene que rellenar un único documento en el momento de iniciar la tramitación (Documento Único Electrónico, DUE). En dicho documento se recoge toda la información necesaria para todos los trámites.

## Pasos en el alta como Trabajador Autónomo
En el caso de los empresarios individuales (autónomos), los trámites se reducen a los siguientes:
- Presentación de la Declaración Censal de Inicio de Actividad
- Trámites con la Seguridad Social
- Comunicación de apertura del Centro de Trabajo en la Comunidad Autónoma correspondiente (opcional)
- Comunicación de los contratos de trabajo al Servicio Público de Empleo Estatal (opcional)
- La realización de la Declaración Responsable de inicio de actividad en el ayuntamiento (opcional).
- Inscripción de ficheros con datos de carácter personal en la Agencia Española de Protección de Datos (opcional)
- Reserva de Dominio de Internet (opcional)
- Solicitud de reserva de una Marca o Nombre Comercial a la Oficina Española de Patentes y Marcas (opcional)

## Pasos en la creación de una Comunidad de Bienes (CB)
En el caso de una Comunidad de Bienes, antes de cumplimentar el Documento Único Electrónico (DUE), los emprendedores deberán realizar la siguiente actuación:
- Todos los comuneros firmarán un contrato privado en el que se detalle la naturaleza de las aportaciones y porcentaje de participación que cada comunero tiene en las pérdidas y ganancias de la Comunidad de Bienes (La Comunidad se constituirá mediante escritura pública cuando se aporten bienes inmuebles o derechos reales).

Una vez llevada a cabo la actuación indicada se deberá cumplimentar y enviar el DUE. Y el sistema se comunicará con todos los organismos necesarios (Agencia Tributaria, Seguridad Social, comunidades autónomas, etc.), de forma que se aceleran los trámites y se evitan desplazamientos. 
Los trámites que se realizan a través del sistema son:
- Solicitud del NIF provisional
- Presentación de la Declaración Censal de Inicio de Actividad
- Liquidación del Impuesto sobre Transmisiones Patrimoniales y Actos Jurídicos Documentados (ITP/AJD) en la Comunidad Autónoma correspondiente. Actualmente la constitución de sociedades está exenta del pago de este impuesto.[3]
- Trámites con la Seguridad Social
- Comunicación de apertura del Centro de Trabajo en la Comunidad Autónoma correspondiente (opcional)
- Comunicación de los contratos de trabajo al Servicio Público de Empleo Estatal (opcional)
- La realización de la Declaración Responsable de inicio de actividad en el ayuntamiento (opcional).
- Inscripción de ficheros con datos de carácter personal en la Agencia Española de Protección de Datos (opcional)
- Reserva de Dominio de Internet (opcional)
- Solicitud de reserva de una Marca o Nombre Comercial a la Oficina Española de Patentes y Marcas (opcional)
- Solicitud del NIF definitivo

Todos estos trámites son realizados de forma automática por el sistema, de forma que el emprendedor sólo tiene que rellenar un único documento en el momento de iniciar la tramitación (Documento Único Electrónico, DUE). En dicho documento se recoge toda la información necesaria para todos los trámites.

## Elementos del sistema CIRCE
El sistema CIRCE está formado por los siguientes elementos:
- El Sistema de Tramitación Telemática (STT). Es el sistema informático de tramitación que articula el proceso de creación de empresas. A través de él se lleva a cabo el intercambio de la documentación necesaria para la creación de empresas mediante la interacción con los sistemas informáticos dispuestos por cada uno de los actores que intervienen en el mismo.
- Red PAE: los Puntos de Asesoramiento al Emprendedor (PAE) son oficinas en las que se asesora y se prestan servicios a los emprendedores, tanto en la gestación, tramitación administrativa y puesta en marcha de sus iniciativas empresariales, como durante los primeros años de su actividad. Los PAE son oficinas dependientes de entidades públicas o privadas sin ánimo de lucro, así como colegios profesionales, organizaciones empresariales y cámaras de comercio, que han de firmar un convenio con el Ministerio de Industria, Energía y Turismo para poder actuar como tales. Si el emprendedor opta por iniciar los trámites desde un PAE, este hará uso del STT para ello. El Ministerio de Industria, Energía y Turismo publica la relación de oficinas que prestan servicios como PAE.[5]
- Portal CIRCE: es el portal de Internet en el que se ofrecen servicios de información y asesoramiento a los emprendedores, así como la posibilidad de iniciar los trámites de constitución de la empresa mediante el uso de certificado electrónico.
- El sistema se articula en torno al DUE (Documento Único Electrónico), documento electrónico que al inicio de la tramitación recoge todos los datos necesarios para la constitución de la empresa, sustituyendo a los numerosos formularios que habría que cumplimentar y enviar a cada uno de los actores intervinientes.

## Normativa
Desde el año 2003 la normativa que regula las Sociedades Limitadas ofrece la posibilidad de realizar los trámites de constitución y puesta en marcha de la Sociedad Limitada de Nueva Empresa (SLNE) por medios telemáticos (Real Decreto 682/2003, de 7 de junio). Esta posibilidad se extiende en el año 2006 a las Sociedades de Responsabilidad Limitada en general (Real Decreto 1332/2006, de 21 de noviembre) y en el año 2010 a los Empresarios Individuales (Real Decreto 368/2010, de 26 de marzo (enlace roto disponible en Internet Archive; véase el historial, la primera versión y la última).).
La tramitación telemática de ambos tipos de sociedades se encuentra regulada por el Real Decreto Legislativo 1/2010, de 2 de julio, por el que se aprueba el texto refundido de la Ley de Sociedades de Capital.
A finales del año 2010 se aprobó el Real Decreto-ley 13/2010, con un conjunto de medidas orientadas a impulsar la competitividad empresarial. En particular, las que afectan directamente a la creación de empresas son las siguientes:
- Exención del pago del Impuesto sobre Transmisiones Patrimoniales y Actos Jurídicos Documentados (ITP/AJD) en la constitución de sociedades.
- Exención del pago de tasas en la publicación de la inscripción de la sociedad en el Boletín Oficial del Registro Mercantil, cuando el capital social sea menor de 30 000 euros y no tenga socios jurídicos.
- Una reducción de los aranceles y los tiempos aplicables a los notarios y registradores para la constitución de ciertos tipos de sociedades de responsabilidad limitada por vía telemática.

En 2013 se aprobó la Ley 14/2013, de 27 de septiembre, de apoyo a los emprendedores y su internacionalización que introduce una serie de reformas en el ámbito de la creación de empresas con la finalidad de la simplificar los trámites administrativos para la apertura de una empresa. Entre ellas se encuentras las siguientes actuaciones:
- La creación de la Sociedad Limitada de Formación Sucesiva.
- Medidas de reducción de tiempos en la constitución de la SRL.
- Extensión del DUE a otras formas jurídicas y trámites: cooperativas, sociedades limitadas laborales, sociedades civiles y comunidades de bienes. Nuevos trámites: comunicación centro trabajo y solicitud denominación social SRL (incluyendo la bolsa denominaciones sociales con reserva).

Posteriormente, con el objetivo de materializar dicha ley, se publican dos Reales Decretos:
- Real Decreto 421/2015, de 29 de mayo, por el que se regulan los modelos de estatutos-tipo y de escritura pública estandarizados de las sociedades de responsabilidad limitada, se aprueba modelo de estatutos-tipo, se regula la Agenda Electrónica Notarial y la Bolsa de denominaciones sociales con reserva.
- Real Decreto 44/2015, de 2 de febrero, por el que se regulan las especificaciones y condiciones para el empleo del Documento Único Electrónico (DUE) para la puesta en marcha de sociedades cooperativas, sociedades civiles, comunidades de bienes, sociedades limitadas laborales y emprendedores de responsabilidad limitada mediante el sistema de tramitación telemática.